# Lindahl-Gleichgewicht
In der Finanzwissenschaft ist ein Lindahl-Gleichgewicht, benannt nach dem schwedischen Ökonomen Erik Robert Lindahl, ein effizientes Gleichgewicht. Genauer ist ein Lindahl-Gleichgewicht ein Paar von individuellen Preisen und eine Menge eines  öffentlichen Gutes, bei denen sich die Kostenanteile so zusammensetzen, dass die gewünschten Gesamtmengen des öffentlichen Gutes konsistent sind und dass die Summe der individuellen Preise der Haushalte gleich den Grenzkosten bzw. dem Preis für das öffentliche Gut (in Einheiten des privaten Gutes) sind. Die Allokation im Lindahl-Gleichgewicht ist wünschenswert, da das Lindahl-Gleichgewicht die Samuelson-Bedingung erfüllt und somit Pareto-effizient ist. Es zeigt somit wie Effizienz in einer Volkswirtschaft erreicht werden kann, wenn die Preise für öffentliche Güter dem Äquivalenzprinzip Rechnung tragen. Allerdings ist zu beachten, dass die individuellen Preise eines öffentlichen Gutes im Lindahl-Gleichgewicht nicht als Marktpreise verstanden werden, sondern nur ein Konzept darstellen, mit dessen Hilfe die Zahlungsbereitschaft der Nutzer gemessen werden kann.

## Problematik, für die der Lindahl-Mechanismus eine Lösung darstellen soll
Der Lindahl-Mechanismus soll einen Lösungsansatz für die Tatsache darstellen, dass die private Bereitstellung öffentlicher Güter, ohne Koordination, zu einer ineffizienten (nicht Pareto-effizienten) Menge des öffentlichen Gutes führt.

## Formale Definition
Im Falle von zwei Haushalten ({\displaystyle h=1,2}) mit den Budgetrestriktionen
{\displaystyle x_{1}+c_{1}\cdot G\leq y_{1}}
und
{\displaystyle x_{2}+c_{2}\cdot G\leq y_{2}}
muss das Lindahl-Gleichgewicht folgende Bedingung erfüllen:
{\displaystyle c_{1}+c_{2}=c={\frac {p_{g}}{p_{x}}}},
d. h. die Summe der individuellen Preise von Haushalt 1 und Haushalt 2 entsprechen den Grenzkosten bzw. der Grenzrate der Transformation {\displaystyle c}, wobei {\displaystyle p_{g}} den Preis für das öffentliche Gut und {\displaystyle p_{x}} den Preis für das private Gut bezeichnet.
Zum anderen herrscht Einigkeit über die gewünschte Gesamtmenge {\displaystyle G_{L}} des öffentlichen Gutes, sodass gilt
{\displaystyle G_{1}(c_{1})=G_{2}(c_{2})=G_{L}},
mit:
1. {\displaystyle G_{1}}: Nachfrage des öffentlichen Gutes von Haushalt 1
2. {\displaystyle G_{2}}: Nachfrage des öffentlichen Gutes von Haushalt 2

## Pareto-Effizienz
Es kann gezeigt werden, dass im Lindahl-Gleichgewicht die Samuelson-Bedingung erfüllt ist und die Allokation, die sich im Lindahl-Gleichgewicht einstellt, somit Pareto-effizient ist. Die Summe der Optimalitätsbedingungen der einzelnen Haushalte ergibt die Samuelson-Bedingung
{\displaystyle \sum \limits _{h=1}^{H}GRS_{h}=\sum \limits _{h=1}^{H}c_{h}}.
Im Falle von zwei Haushalten
{\displaystyle {\frac {\partial u_{1}\left(x_{1},G\right)/\partial G}{\partial u_{1}\left(x_{1},G\right)/\partial x_{1}}}\;+\;{\frac {\partial u_{2}\left(x_{2},G\right)/\partial G}{\partial u_{2}\left(x_{2},G\right)/\partial x_{2}}}\;=\;{\frac {p_{g}}{p_{x}}}\;=\;c\quad {\text{(Samuelson-Bedingung)}}}
bzw.
{\displaystyle GRS_{1}+GRS_{2}=MRT},
wobei {\displaystyle u_{1}\left(x_{1},G\right)} die Nutzenfunktion von Haushalt 1 und {\displaystyle u_{2}\left(x_{2},G\right)} die Nutzenfunktion von Haushalt 2 bezeichnet.

## Kritik
Das Lindahl-Gleichgewicht wird oft kritisch betrachtet, da Zahlungsbereitschaften der Haushalte für gewöhnlich private Informationen sind. Wenn Zahlungsbereitschaften der Haushalte private Informationen sind, kann das Lindahl-Gleichgewicht nicht implementiert werden und es kommt nicht zur effizienten Allokation, sondern zu einer Unterversorgung mit dem öffentlichen Gut.